# Нейропсихология сознания
Нейропсихология сознания — раздел нейропсихологии, занимающийся рассмотрением феномена сознания с позиции его мозговой организации. Особенностью нейропсихологического подхода является изучение соотношения сознания и мозга на основе материала органических поражений мозгового субстрата. В нейропсихологических исследованиях выделены основные мозговые зоны, поражение которых ведет к нарушениям сознания, а также типы расстройств сознания. В рамках школы А. Р. Лурии были описаны нейропсихологические синдромы при расстройствах сознания и распространены на сферу сознания положения о динамической локализации высших психических функций.

## Понятие сознания в нейропсихологии
Сознание в нейропсихологии — «высшая форма отражения человеком внешнего, объективного, и внутреннего, субъективного мира в виде символов и образов, интегративный обобщенный „образ мира“ и „образ своего я“, продукт деятельности мозга». Оно играет роль в работе различных функций мозга, таких как поддержание бодрствования и активности, память, внимание, речь, и др., из которых вытекают компоненты сознания: уровень активации (бодрствования) и содержание сознания. Разные компоненты поддерживаются специальными мозговыми структурами: для уровня активации это гипофизарно-гипоталамическая система и ретикулярная формация, а для содержания — корковые, корково-подкорковые центры и лимбическая система.

## Психические процессы, относящиеся к сознательной деятельности и классификация нарушений сознания
К сознательной деятельности относят два вида психических процессов:
1. Процессы, связанные с функционированием структур ретикулярной формации ствола мозга и среднего мозга. Результатом их работы является поддержание бодрствования.
2. Процессы, обеспечивающие интеграцию высших психических функций, обеспечивающие сознательную деятельность. В них участвует лимбическая система и кора полушарий[3].

Для сознательной деятельности необходимо как состояние бодрствования, так и интегративная работа ВПФ. Сознание считается ясным (сохранным), если пациент адекватно реагирует на внешние стимулы и способен ориентироваться в окружающем мире, времени, и себе. Выделяются следующие виды нарушений сознания:
1. Синдромы угнетения/выключения сознания (количественные нарушения сознания) — снижение уровня активации сознания с исчезновением всех элементов его содержания. Это, например, может быть кома.
2. Синдромы спутанности и помрачения сознания (качественные нарушения сознания) — изменение уровня бодрствования при значительном нарушении содержания сознания. Синдромы спутанности включают, например, амнестическую спутанность, а синдромы помрачения сознания - онейроид[4].

## Синдромы реинтеграции сознания после выхода из вегетативного состояния.
Психическая деятельность после комы, вызванной повреждением головного мозга, восстанавливается путем прохождения нескольких последовательных этапов:
1. Вегетативное состояние (синдром ареактивного бодрствования),
2. Состояние минимального сознания (со знаком "минус" и знаком "плюс"),
3. Акинетический мутизм,
4. Акинетический мутизм с эмоциональными реакциями,
5. Мутизм с пониманием речи,
6. Дезинтеграция или реинтеграция речи,
7. Амнестическая спутанность,
8. Интеллектуально-мнестическая недостаточность,
9. Психопатоподобный синдром,
10. Неврозоподобный синдром[5].

Истинные сниженные состояния сознания должны быть дифференцированы от "псевдокомы": Это может быть состояние психогенной ареактивности, при котором больной не реагирует на внешние воздействия, но находится в состоянии бодрствования, или синдром locked-in (синдром запертого человека). Данное состояние характеризуется мнимым отсутствием каких-либо проявлений сознания из-за паралича (сохраняются только вертикальные движения глаз и моргание), но при этом остается в ясном сознании.

## Мозговые структуры, включенные в работу сознания
На основе клинических материалов поражений разных структур головного мозга выделены основные центры, поддерживающие сознательную деятельность. Нарушения этих центров приводят к различным патологическим состояниям человека.
1. Лимбическая система: спутанное состояние сознания, сопровождающееся дезориентировкой в себе, пространстве и времени;
2. Префронтальная кора больших полушарий: спутанное состояние сознания, психические автоматизмы, дезориентировка;
3. Корково-подкорковые структуры левого полушария: афазии, дезориентировка;
4. Лобные и передневисочные структуры правого полушария: деперсонализация, анозогнозия;
5. Теменные, затылочные и задневисочные структуры правого полушария: неглект, гемианопсия, анозогнозия;
6. Медиальные области лобной и височной долей: синдромы угнетения/выключения сознания;
7. Премоторные зоны: эпилептические припадки.

В соответствии с принципом динамической локализации психических функций, нейропсихологическая модель мозговой организации сознания предполагает, что основой сознания является весь мозг, разные структуры которого в разной степени и специфическим образом участвуют в поддержании сознания.